# Sukhothai
Sukhothai (in thailandese สุโขทัย; [sù.kʰǒː.tʰāj] , letteralmente alba della felicità) è una città minore (thesaban mueang) della Thailandia di 14 045 abitanti (2020), situata oltre 400 km a nord della capitale Bangkok.
Fa parte del distretto di Mueang Sukhothai (in thailandese อำเภอเมืองสุโขทัย, Amphoe mueang Sukhothai), capoluogo della provincia omonima nel gruppo regionale della Thailandia del Nord. La città moderna è localizzata circa 12 km a est del parco storico di Sukhothai, dove sono conservate le rovine dell'antica capitale del regno di Sukhothai, che per circa 140 anni dominò buona parte della regione indocinese.

## Storia
Secondo una leggenda, la città fu fondata verso il 500 d.C.; uno dei primi sovrani fu il mitico re Chao Aluna Khmara, chiamato anche Phra Ruang (in thailandese: figlio del lampo), che nacque da una relazione tra un uomo e una mitica principessa Naya. Nel 1238 Khun Bang Klang Thao, capo di una tribù di thai, riuscì a rendersi indipendente dall'Impero Khmer e stabilì a Sukhothai il primo grande regno siamese. Il nuovo re prese il nome di Sri Indraditya e iniziò la dinastia del Regno di Sukhothai. Il regno all'inizio era limitato a Sukhothai ed alla vicina città di Si Satchanalai, fu il figlio di Sri Indraditya, Ramkhamhaeng, che tra il 1279 ed il 1299) formò un vasto impero che andava dall'odierna Vientiane a nord-est fino a Pegu ad ovest e a Nakhon Si Thammarat a sud.
Durante il regno del figlio Loe Thai (1299-1347), gran parte dei territori furono persi e anche i successori Ngua Nam Thum (1327-47) e Maha Thammaracha I non riuscirono a riportare lo Stato agli splendori del passato. Nel 1378, il sovrano dell'emergente Regno di Ayutthaya Borommaracha I conquistò Sukhothai rendendolo uno Stato vassallo. Nel 1438 il Regno di Sukhothai venne annesso a quello di Ayutthaya. Quando le armate birmane distrussero Ayutthaya nel 1767, anche Sukhothai soffrì delle devastazioni degli invasori e gli abitanti abbandonarono la città. Undici anni più tardi Rama I, primo sovrano della dinastia Chakri e del Regno di Rattanakosin (o Regno del Siam), rifondò la città sulla riva sinistra del fiume Yom.
Il centro della città nuova venne danneggiato da un gravissimo incendio nel 1968.

## Monumenti e luoghi d'interesse

### Parco storico di Sukhothai
Il parco racchiude le rovine della città antica, capitale del Regno di Sukhothai.